# Apalala
Apalāla est un Roi Nāga converti au bouddhisme par Bouddha. Il est pourvu de deux jambes, de deux bras, d'une longue queue, d'une tête humaine, mais il n'a pas d'ailes.
Originaire de la rivière Swat, dans la province de Khyber Pakhtunkhwa, au Pakistan, il est converti au bouddhisme par Bouddha lui-même. Il devient alors heureux et fait le bien autour de lui. Il avait le pouvoir de maîtriser la météo grâce au fait qu'il avait pris le contrôle de plusieurs dragons maléfique capable de déclencher des tempêtes. Il utilisait ses dragons pour aider les paysans à avoir de meilleures récoltes grâce à la pluie. Les paysans, pour le remercier, lui donnaient régulièrement le fruit de leur semence. Mais avec le temps qui passe, les villageois finirent par oublier leurs offrandes, ce qui mit en colère Kashyapa. Il fit alors le souhait de se transformer en dragon des tempêtes pour se venger de l'ingratitude de la population et malheureusement son souhait fut exaucé. Le dragon Apalāla venait de naître. C'est ainsi qu'il sema la destruction dans tout le territoire de l'Inde jusqu'au jour où un chef spirituel lui supplia d'arrêter, essayant de la persuader que ce qu'il faisait était contraire au principe de la culture bouddhiste. Et Apalāla accepte de cesser c'est actes maléfiques en échange de recevoir l'entièreté d'une récolte toutes les douze années.
Cette légende est une des favorites de la culture bouddhiste.